# Pavel Francouz
Pavel Francouz, född 3 juni 1990, är en tjeckisk före detta professionell ishockeymålvakt som tillhörde Colorado Avalanche i National Hockey League (NHL). Francouz vann Stanley Cup med Avalanche 2022
Den 2 maj 2018 skrev han på ett ettårskontrakt med Colorado Avalanche värt 690 000 dollar.
Efter upprepade skadebekymmer stod det klart den 19 april 2024 att Francouz avslutar karriären för sina hjärtproblem.

## Meriter och utmärkelser
| Merit                | År         |     |
| ELH                  | ELH        | ELH |
| -------------------- | ---------- | --- |
| Best Goalie          | 2013, 2014 |     |
| Playoffs MVP         | 2014       |     |
| KHL                  |            |     |
| All-Star Game        | 2017       |     |
| AHL                  |            |     |
| All-Star Game        | 2019       |     |
| NHL                  |            |     |
| Stanley Cup champion | 2022       |     |